# Jahnplatz
Der Jahnplatz ist ein zentraler Platz in der Innenstadt der ostwestfälischen Stadt Bielefeld in Nordrhein-Westfalen. Er ist wichtigster Knotenpunkt von Stadtbahn (unterirdische Haltestelle für alle vier Linien) und allen die Innenstadt bedienenden Bussen sowie Treffpunkt der Nachtbusse. Benannt ist er nach dem als Turnvater Jahn bekannten Pädagogen Friedrich Ludwig Jahn.
Am Jahnplatz kreuzen sich die Verkehrsstraßen Herforder Straße, Friedrich-Verleger-Straße, Niederwall, Oberntorwall und Alfred-Bozi-Straße (im Uhrzeigersinn). Im Nordwesten beginnt der Einkaufsbereich Bahnhofstraße. Im Südwesten schließt sich die Fußgängerzone der Altstadt an. Den Mittelpunkt des Platzes stellen ein Pavillon, in dem ab Spätsommer 2025 das Cafe & Bar Celona neu eröffnen soll, sowie die Alcina-Uhr dar, gestiftet von der in Bielefeld ansässigen Dr. Wolff-Gruppe. Das Haus der Technik, heute Teil der Bielefelder Stadtwerke, wurde 1929 nach Plänen des Berliner Architekten Kurt Heinrich Tischer im Stil der Neuen Sachlichkeit als erstes Hochhaus Bielefelds erbaut.

## Geschichte
Bis ins 19. Jahrhundert lag der Platz außerhalb der Stadt vor dem Niederntor. Hier teilten sich die Wege nach Herford, Schildesche und Heepen. Seinen Namen erhielt er am 18. Oktober 1861. Im selben Jahr pflanzte die Bielefelder Turnerschaft auf dem noch weitgehend unbebauten Platz eine Eiche. 1883 stiftete die Bielefelder Turngemeinde eine Jahn-Büste, dieses Denkmal wurde am 21. Oktober 1883 aufgestellt. In den folgenden Jahrzehnten erfolgte die erste Bebauung mit Post, Hotel, Banken und einem Textilhaus. Verkehrstechnisch erlangte der Platz durch den Bau der Straßenbahn 1900/02 Bedeutung.
Im Zuge des Zweiten Weltkrieges wurde der Jahnplatz stark beschädigt, ebenfalls ging die Jahn-Büste verloren. 1955/57 wurde der Platz grundlegend neu gestaltet. Abgesehen von der seit Anfang der 1990er Jahre unterirdisch fahrenden Stadtbahn sind wesentlichen Elemente dieses Umbaus bis heute vorhanden. Die Neugestaltung betraf zunächst die Linienführung und Haltestellenlage der Straßenbahn. Bisher befand sich eine zentrale Haltestelle in der Platzmitte, diese wurde durch zwei an den Rand verschobene Haltepunkte am Beginn von Alfred-Bozi-Straße (Linie 1) und Niederwall (Linie 2) ersetzt. Der Zugang zu diesen neuen Halteinseln sollte durch eine unterirdische Verbindung erfolgen. Möglich wurde das durch die Herausnahme der Bahn aus der Bahnhofstraße. Zusätzlich entschieden sich die Stadtwerke 1955 für eine neue Linienführung der Linie 3 ab Kesselbrink nicht mehr durch die Wilhelm-, sondern die Friedrich-Ebert-Straße. Neuer Straßenbahn-Treffpunkt sollte nun der Berliner-Platz (heute Willy-Brandt-Platz) werden. Die Bushaltestellen kamen an die Straßenränder zwischen Einmündungen bzw. Ausfahrten.

### Der Fußgängertunnel

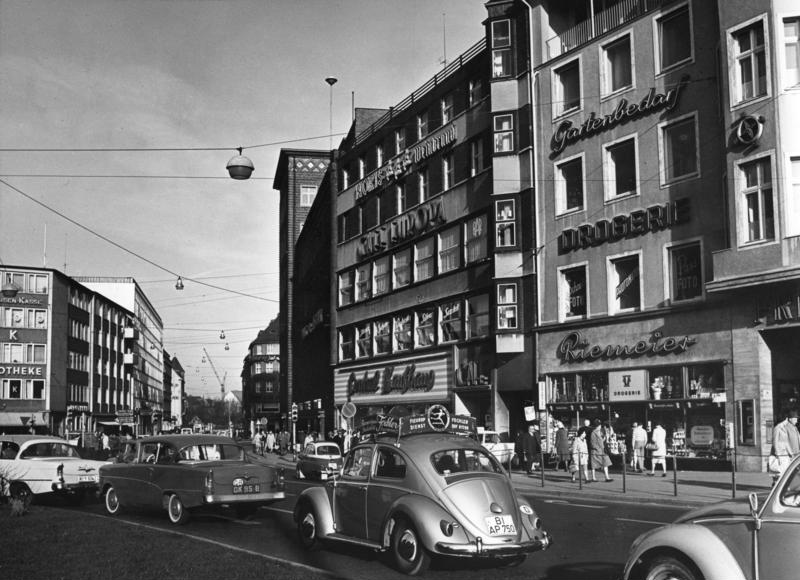
Der Jahnplatz im Jahr 1961

Die Unterführung unterhalb des Jahnplatzes wurde als einer der ersten Fußgängertunnel am 19. Juli 1957 mit bundesweiter Beachtung eröffnet. Sie verbindet die Bahnhofstraße mit Niedernstraße und Niederwall sowie mit den damals neu errichteten Straßenbahn-Halteinseln. Der Tunnel war mit Rolltreppen versehen und beinhaltete einen Zeitungskiosk, eine Verkaufsstelle der Stadtwerke, Toiletten und Informationstafeln zu Veranstaltungen, Kino etc.
Vorangegangen war eine Diskussion über die verkehrsgerechte Gestaltung der Bielefelder Innenstadt. Der zunehmende motorisierte Verkehr – die 1952 gezählten täglichen 19.000 Fahrzeuge stiegen innerhalb eines Jahres auf 25.000 gezählte Fahrzeuge – stellte für Fußgänger ein zunehmendes Hindernis dar. Die Beseitigung eines Kiosks und einer öffentlichen Lautsprecheranlage brachten keine Entspannung. Damals dachten die Verkehrsplaner im Sinne der autogerechten Stadt vor allem an den Autoverkehr. Erleichtert wurde ein grundlegender Umbau dadurch, dass große Teile der angrenzenden Bebauung seit dem Bombardement des Krieges in Schutt und Asche lagen. Der vorher aus jeweils zwei parallelen Straßen bestehende Straßenring um die Altstadt wurde durch Entfernung einer Gebäudezeile in breite vier- und mehrspurige Straßen mit separatem Straßenbahnkörper auf dem breiten Mittelstreifen umgestaltet, wodurch beispielsweise der benachbarte Schillerplatz vor dem Rathaus seinen Platzcharakter verlor. Für den Jahnplatz wurde schließlich die Verlegung des Fußgängerverkehrs unter die Erde bevorzugt. Überlegungen zum Bau eines Autotunnels wurden aus finanziellen Gründen wieder verworfen. Die geplanten Kosten für ein „Oberdeck für Verkehrsfahrzeuge“ und einen Fußgängertunnel wurden auf 3,7 Millionen Mark beziffert.
Im Mai 1956 begannen die Bauarbeiten der „Jahnplatzspinne“, wie die Bielefelder Tageszeitungen das Bauwerk bald nannten. Die Mittelinsel des Platzes, vorher eine große dreieckige Insel mit Haltestellen an allen Seiten, gemeinsamer Bahnsteig für alle Straßenbahnen, wurde zum Dreieck mit kleiner Rasenfläche. Nach vierzehnmonatiger Bauzeit konnte der 86 Meter lange, mit 11 Ein- und Ausgängen bestückte Tunnel schließlich eröffnet werden.

### 1960 bis 2020

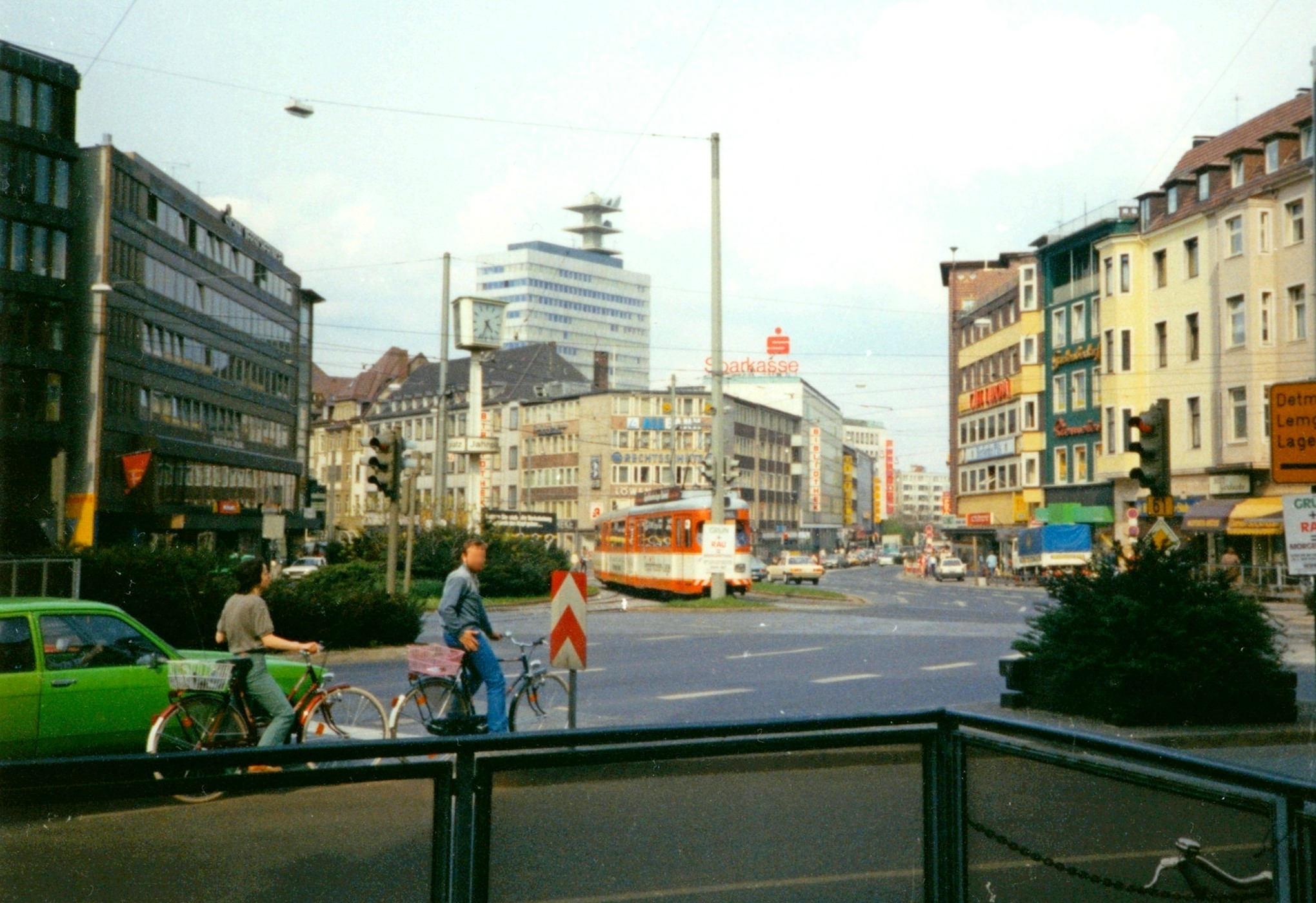
Jahnplatz mit Straßenbahn (August 1985)

In den 1970er-Jahren verblasste das als städtebaulich fortschrittlich gefeierte Tunnelprojekt zunehmend, die Wände wurden mit Graffiti beschmiert und der Tunnel besonders in den Abendstunden als ungastlich empfunden. Eine Aufwertung erhielten Platz und Tunnel erst wieder durch den Bau der unterirdischen Stadtbahn. Diese Bauarbeiten zogen sich wegen finanzieller Probleme lange hin, für einige Jahre bis 1977 bestand sogar ein Baustopp.
Im Mai 1983 wurde die Straßenbahn aus der Alfred-Bozi-Straße herausgenommen. Die Zugänge des Jahnplatz-Tunnels zu den nun nicht mehr benötigten Haltestellen verloren ihren Sinn. Ab Oktober 1986 fuhren nach der Verlegung der Linie 3 vom Kesselbrink zum Rathaus wieder alle Straßenbahnlinien über den Platz. Die unterirdische Haltestelle Jahnplatz konnte schließlich zusammen mit den Stationen Hauptbahnhof, Wittekindstraße und Nordpark am 28. April 1991 eröffnet werden, das war gleichzeitig der Startpunkt der „Stadtbahn Bielefeld“.
Eine Verkehrsentlastung brachte die in den 80er Jahren autobahnähnlich gebaute Umgehungsstraße Ostwestfalendamm. Die damals versprochene fußgängerfreundliche Gestaltung konnte dadurch jedoch nicht erreicht werden. Viel Kritik erhielten die bei der Umgestaltung Anfang der 90er Jahre neu aufgestellten Überdachungen der Bushaltestellen.
Der Fußgängertunnel wurde um zusätzliche Verkaufsflächen erweitert und als Forum Jahnplatz neu eröffnet. Er ist damit zu einer Einkaufspassage geworden, die abends und nachts nicht mehr zugänglich ist. In dieser Einkaufspassage steht auch die neue im März 1994 gestiftete Jahnbüste. An der Stelle der früheren Straßenbahn-Haltestelle am Niederwall wurde ein Schnellrestaurant errichtet.

### Umbau 2020

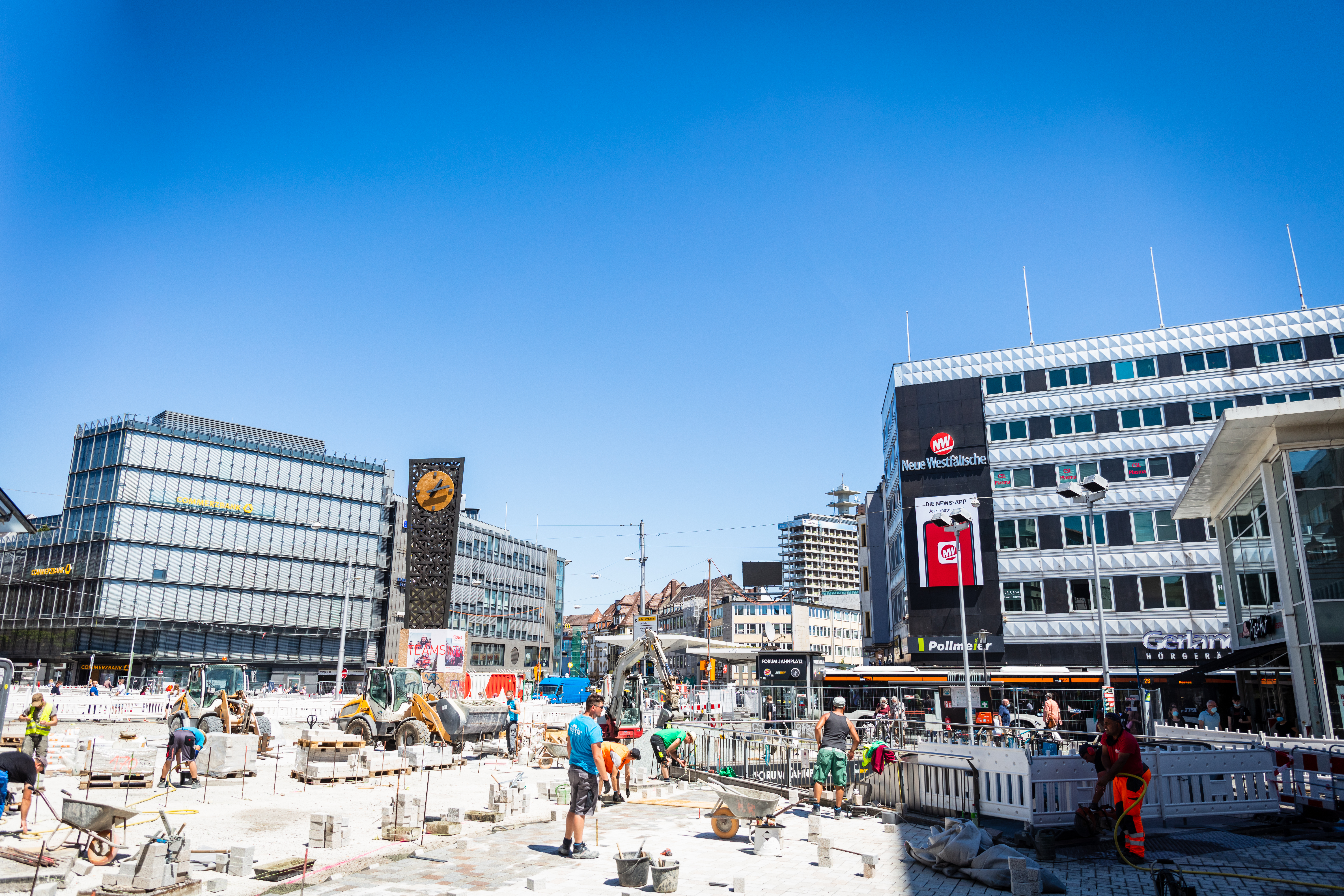
Jahnplatz Umbauarbeiten im Juni 2021. Im Hintergrund die neuen Haltestellendächer.

Im Juli 2020 begannen umfangreiche Umbaumaßnahmen am Jahnplatz. Der Umbau ist ein zentrales Projekt der Mobilitätsstrategie, welche vom Rat der Stadt Bielefeld verabschiedet wurde. Der Klimaschutz und das Vorantreiben der Verkehrswende durch attraktivere Fahrrad- und ÖPNV-Angebote sind die Hauptziele des Projektes. Für die Bauarbeiten sind zwei Jahre Bauzeit geplant. Während dieser Zeit ist der Jahnplatz für den Durchgangsverkehr komplett gesperrt und wird umgeleitet. Das betrifft auch die zahlreichen Buslinien, die den Jahnplatz ansteuern. Hier wurden Linienverläufe angepasst und Haltepunkte vorübergehend verlegt.
Die Neugestaltung wird vom Land und der Europäischen Union aus dem Programm „Emissionsfreie Innenstadt“ mit 18 Millionen Euro gefördert.

Zur Bürgerinformation wurde eine Internetpräsenz eingerichtet, auf der neben den Plänen und Neuigkeiten auch eine Webcam abrufbar ist.

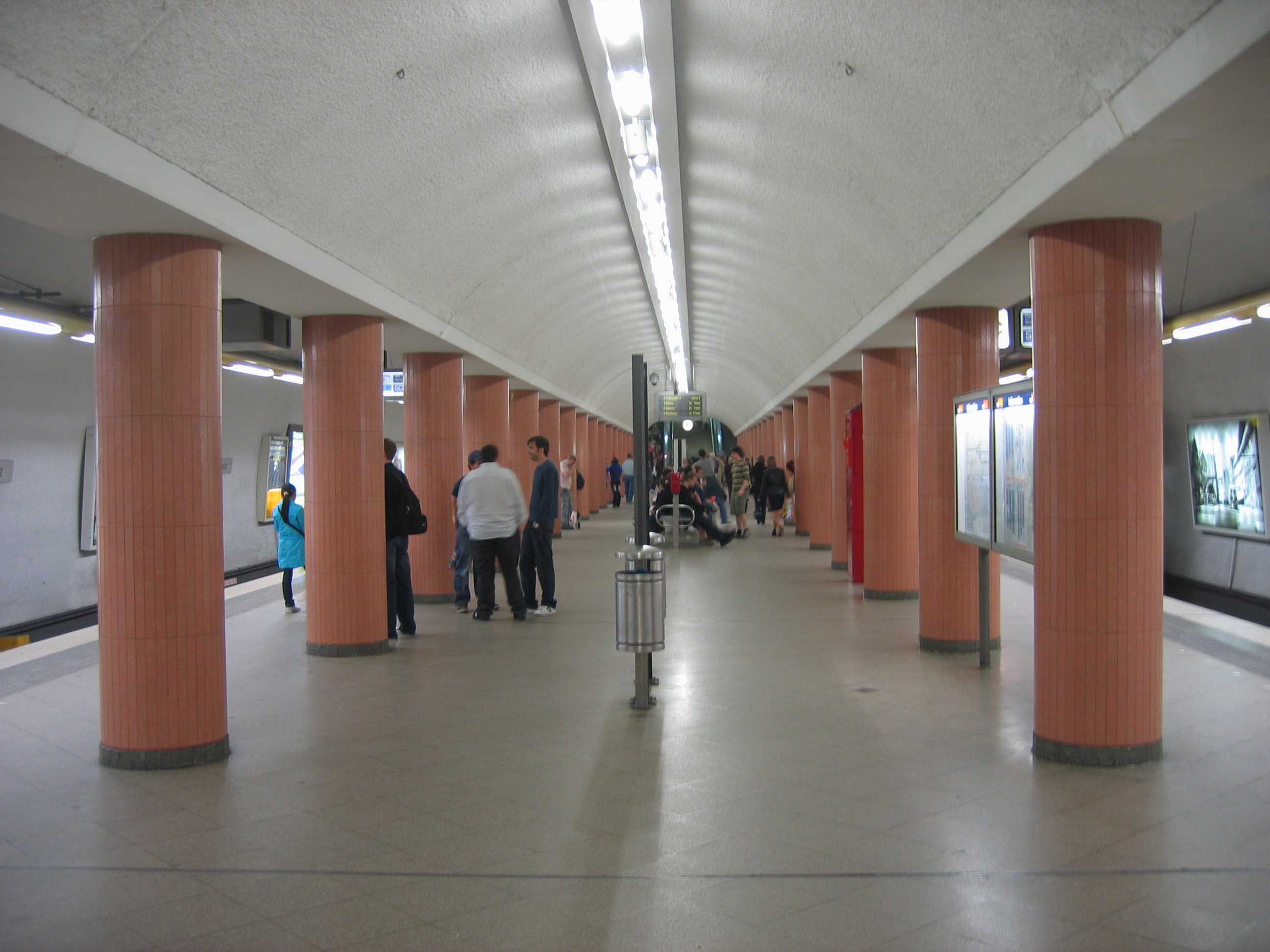
U-Bahnhof Jahnplatz

## Stadtbahn und Busverkehr
Der U-Bahnhof Jahnplatz stellt neben dem U-Bahnhof Hauptbahnhof und der Stadtbahnhaltestelle Rathaus einen zentralen Umsteigepunkt im Stadtbahnnetz dar. Hier halten alle Linien an einem Bahnsteig auf gleicher Ebene. Es gibt sechs Ein- bzw. Ausgänge, die teilweise mit Rolltreppen und Fahrstühlen versehen sind. Auf der zentralen Mittelebene befindet sich das ServiceCenter von moBiel, außerdem besteht eine Verbindung zum unterirdischen „Forum Jahnplatz“ mit einigen Geschäften.
Die Bushaltestellen der Stadtlinien und einiger ins Umland verkehrender Buslinien liegen unter der Bussteigüberdachung direkt an den Tunnelausgängen. Weitere Bushaltestellen gibt es in der Herforder und Friedrich-Verleger-Straße. Seit August 2005 wird auch der oberirdische Haltestellenbereich videoüberwacht.

## Zukunft
Der seit rund fünfzig Jahren weitgehend unveränderte, stark von Nachkriegsarchitektur geprägte Jahnplatz ist seit längerem kontroverser Diskussionspunkt, ähnlich dem nahe gelegenen Kesselbrink vor seiner Umgestaltung. Insbesondere ist an eine Verkehrsentlastung und damit verstärkte Konzentration auf den Fußgängerverkehr gedacht. Seit 2012 wurde eine durchgehende Niederflur-Stadtbahn von Heepen bis Sennestadt geplant. Diese sollte den Platz oberirdisch queren und damit eine Straßenbahn wieder ins Stadtbild zurückbringen. Jedoch wurde diese Planung nach einer Bürgerbefragung 2014 aufgegeben. Die Planungen reichen sogar bis zur völligen Sperrung für den Autoverkehr als Fußgängerzone. Auf der anderen Seite gibt es aber auch Stimmen, die die Notwendigkeit des Erhalts der 50er-Jahre-Architektur betonen.